# Bufo japonicus
Bufo japonicus е вид земноводно от семейство Крастави жаби (Bufonidae).

## Разпространение
Видът е разпространен в Япония (Кюшу, Хокайдо, Хоншу и Шикоку).